# Pseudotylosurus
Pseudotylosurus is een geslacht van straalvinnige vissen uit de familie van de gepen (Belonidae).

## Soorten
- Pseudotylosurus angusticeps (Günther, 1866)
- Pseudotylosurus microps (Günther, 1866)